# Nokere Koerse 1964
La Nokere Koerse 1964, diciannovesima edizione della corsa, si svolse il 28 marzo per un percorso con partenza ed arrivo a Nokere. Fu vinta dal belga Robert De Middeleir della squadra Mercier-BP-Hutchinson davanti ai connazionali Léon Van Daele e André Noyelle.

## Ordine d'arrivo (Top 10)
| Pos. | Corridore             | Squadra                  | Tempo |
| ---- | --------------------- | ------------------------ | ----- |
| 1    | Robert De Middeleir   | Mercier-BP-Hutchinson    |       |
| 2    | Léon Van Daele        | Labo-Dr. Mann            |       |
| 3    | André Noyelle         | Labo-Dr. Mann            |       |
| 4    | Norbert Kerckhove     | Labo-Dr. Mann            |       |
| 5    | Arthur Decabooter     | Solo-Superia             |       |
| 6    | Daniel Doom           | Mercier-BP-Hutchinson    |       |
| 7    | Romain Van Wynsberghe | Pelforth-Sauvage-Lejeune |       |
| 8    | Henri De Wolf         | Solo-Superia             |       |
| 9    | Lionel Van Damme      | Flandria-Romeo           |       |
| 10   | Leon Gevaert          | Flandria-Romeo           |       |